# Цинма (мост)
Цинма, Цинг-Ма? (англ. Tsing Ма, кит. упр. 青馬大橋, палл. Цинма дацяо) — висячий мост в Гонконге, шестой в мире по длине. Соединяет остров Цинг-И на востоке и остров Мавань (Ма-Ван) на западе, является частью магистрали Лантау, которая с тремя другими мостами соединяет
Новые Территории, и остров Чек Лап Кок, где располагается Международный аэропорт Гонконга. Железная дорога — часть системы метро MTR, ветки Тунг Чунг и международного аэропорта.
Мост имеет два уровня, по которым организовано автомобильное и железнодорожное движение. На верхнем уровне расположена шестиполосная автомагистраль, по три полосы в каждом направлении. На нижнем — два железнодорожных пути и запасная двухполосная автодорога для служебных целей и для движения во время сильных ветров (Гонконг иногда подвергается действию тайфунов).
Основной пролет моста имеет длину 1377 метров (больше, чем у знаменитых Золотых Ворот в Сан-Франциско), высота пилонов — 206 метров. Пролет — самый большой в мире среди мостов, по которым организовано железнодорожное движение.
Создание моста началось в 1992 году, закончилось в 1997. Магистраль Лантау открылась 27 апреля 1997 года.
Строительство моста обошлось в 7,2 миллиарда гонконгских долларов. На церемонии открытия присутствовала
бывший премьер-министр Великобритании Маргарет Тэтчер.
Для контроля над движением на мосту были установлены камеры наблюдения. Изображения доступны на правительственном сайте (1) (обновляются каждые 2 минуты).

## Особенности конструкции моста
- Фундамент и конструкция опор. Одна опора построена со стороны острова Цин И, а другая — в 120 метрах от побережья искусственного острова Мавань. Каждая опора возвышается на 206 метров относительно уровня моря, и вкопана на относительно малую глубину. Опоры состоят из двух «ног», связанных между собой через некоторые интервалы перекладинами. «Ноги» сделаны из высокопрочного бетона по технологии непрерывной заливки бетона с использованием подвижной опалубки.
- Закрепление. Силы натяжения в тросах натяжения уравновешены большими опорными сооружениями, расположенными с обеих концов моста. Это массивные бетонные конструкции, глубоко заделанные в землю на побережье островов Цин И и Мавань. Общий вес бетона, использованный при создании двух опорных конструкций — примерно 300 000 тонн.
- Основные тросы. Тросы были сформированы подвесным методом. Процесс протяжки, обеспечивался подачей проволоки с постоянным натяжением и вытягиванием от одной опоры к другой.70 000 проволок, диаметром 5,38 мм каждая были объединены в основной трос диаметром 1,1 метр, проходящий через 500-тонные чугунные салазки наверху каждой опорной башни моста.
- Подвесное полотно. Стальная конструкция полотна была изготовлена в Англии и Японии. После доставки она была обработана и собрана в г. Дунгуань в Китае в модули. Всего было подготовлено 96 модулей, каждый 18 метров длиной и весом 480 тонн. Модули были доставлены на место монтажа сделанными специально для этого баржами и устанавливались двумя прибрежными кранами, которые могли перемещаться вдоль основного троса.
- Пролёт, ближний к острову Цин И схож по форме и поперечному сечению с подвесным пролётом, но находится на основании, вместо того, чтобы быть подвешенным тросом. Это был первый пролёт, собранный на земле и установленный прибрежными кранами. Дальнейшие построения были произведены путём присоединения модулей используя подъёмные устройства, расположенные на уровне полотна. Было предусмотрено, что может произойти расширение стыков при допустимом максимальном перемещении ± 850 мм, которое должно происходить внутри этого пролёта.

## Достопримечательность
Цинма стал излюбленным живописным местом и известной достопримечательностью.
Для получения актуальной информации можно посетить
Туристический центр и смотровую площадку Лантау,
расположенные на северо-западе острова Цин И.
Мост не имеет тротуаров. Парковка на нем также запрещена.